# František Xaver Herrmann
František Xaver Herrmann (1807–1872), zkráceně František X. Herrmann či jen František Herrmann, byl český mydlář, kupec a písař, otec literátů Gustava Vratislava Herrmanna, Emila Hermanna a Ignáta Herrmanna. Např. Ignát Herrmann se o svém otci zmiňuje i ve svých literárních dílech (např. Blednoucí obrázky).

## Rodina
František Xaver Herrmann se narodil do rodiny mydlářského tovaryše Antonína (Josefa?) Herrmanna z Žacléře, který se na konci 18. století přestěhoval do Hradce Králové. Dne 2. srpna 1836 si vzal za manželku Kateřinu rozenou Pospíšilovou (18. října 1816 – 1899), čtvrtou dceru nakladatele a překladatele Jana Hostivíta Pospíšila.

## Život
František Xaver Herrmann se vyučil kupcem a kolem roku 1839 si v Hradci Králové otevřel na Velkém náměstí (čp. 157) vlastní kupecký krám. Na jaře 1851 s rodinou (manželkou a pěti dětmi) odcestoval do Ameriky. Uvádí se, že jej pro to snad vedl pocit nesvobody po revoluci v Rakouském císařství v roce 1848. Cestou (na moři před Kubou a Haiti) se jim narodila ještě dcera. V Texasu koupili farmu německého vystěhovalce, ale farmaření nebylo úspěšné. Navíc jim během jednoho měsíce zemřely dvě děti a jeho manželka onemocněla. Proto se rodina vrátila zpět do Čech. Po návratu koupil Herrmann Horní Mlýn u Chotěboře, kde se do rodiny narodilo další dítě syn Ignát. Ani na novém místě se rodině příliš finančně nedařilo, což souviselo už s tím, že Herrmann mlynářskému řemeslu nerozuměl. Pravděpodobně v roce 1857 se vrátili do Hradce Králové, kde se František Xaver Herrmann stal písařem v kanceláři dr. Flanderky (za pouhých 12 zlatých měsíčně). Rodina finančně živořila až do jeho smrti.

## Význam
Význam osoby Františka Xavera Herrmanna tkví zejména v tom, že jím uskutečněný přesun rodiny do Ameriky se odrazil v literatuře. Františkův syn Gustav Vratislav Herrmann jako první do české povídky zapojil motivy z Ameriky, když v povídkách Osada u Červené řeky (1865) a Pohorský lovec (1869) uplatnil právě zkušenosti z pobytu v USA. Ignát Herrmann ve svých dílech také vzpomínal na otce a nedostatek peněz v rodině.